# Roque Pérez (Buenos Aires)
Pour les articles homonymes, voir Roque Pérez.
Roque Pérez est une localité argentine située dans le partido homonyme, dans la province de Buenos Aires.

## Démographie
La localité compte 10 358 habitants (Indec, 2010), ce qui représente une hausse de 24 % par rapport au précédent recensement qui comptait 8 354 habitants en 2001.

## Religion
| Diocèse  | Azul              |
| -------- | ----------------- |
| Paroisse | San Juan Bautista |